# Otzing
Obec Otzing leží v Dolním Bavorsku, asi 16 kilometrů od města Deggendorf. Městský znak odkazuje na řeku Isar. Obec má přibližně 2 000 obyvatel. V obci se náchází hřbitov . Náchází se zde taky hasičská zbrojnice. Během první světové války padlo z obce 24 mužů. Během 2. světová války padlo 65 rodáků. 
V obci hraje místní fotbalový klub SV Otzing.

## Místní části
Obec má tyto části:
- Otzing
- Lailling
- Kleinweichs
- Haunersdorf
- Arndorf
- Eisenstorf
- Asenhof
- Reit